# Stätta

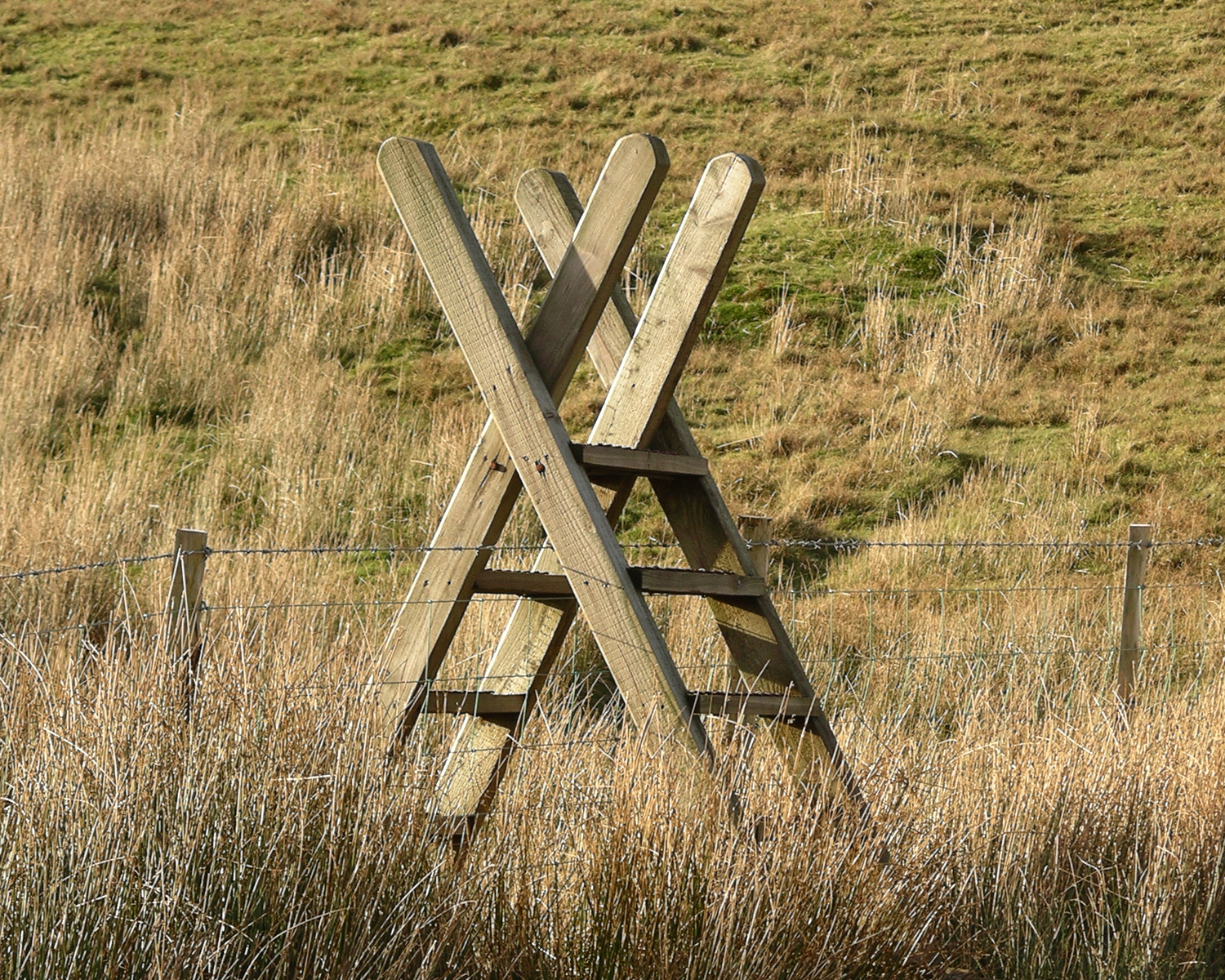
Stätta i Snowdonia, Wales.

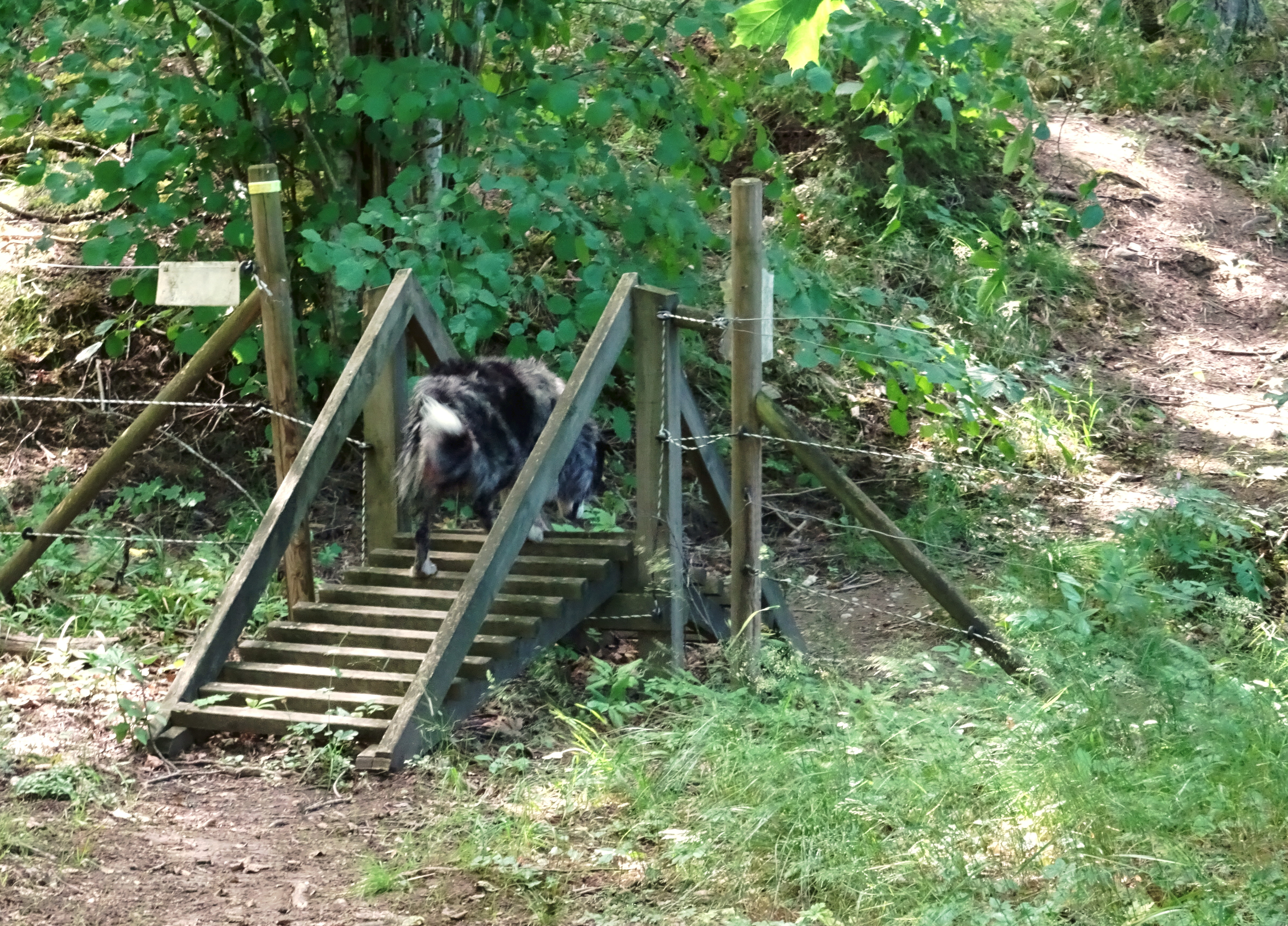
En hund går över en stätta, Bornsjöns natur- och kulturstig, Salems kommun.

En stätta är en stege eller annan anordning över ett stängsel gjord så att människor kan ta sig över men inte kreatur.

## Historik
I stort sett varje land som bedriver jordbruk finns urgamla lagar och regler om att den som äger livdjur även måste hägna in dem. Men i takt med att man hägnar in djuren gör man det också svårare för människor att passera hägnaderna. Därför har det också med tiden tillkommit regler som säger att man måste se till att underlätta för människor att passera, på platser där människor kan tänkas vilja passera.
För att slippa tillverka grindar som människor kan glömma stänga, och därigenom råka släppa ut djuren, uppfanns därför stättan på olika håll i världen. Därför ser också stättor olika ut på olika ställen.

## Olika typer av stättor
Förutom den dubbla trappstegen förekommer även vändkors, trånga snirkliga gångar, färister eller broar av färisttyp.